# Arenaria armerina
Arenaria armerina är en nejlikväxtart. Arenaria armerina ingår i släktet narvar, och familjen nejlikväxter.

## Underarter
Arten delas in i följande underarter:
- A. a. armerina
- A. a. caesia
- A. a. echinosperma
- A. a. elongata
- A. a. frigida